# Bataille de la Chipotte
Pour les articles homonymes, voir La Chipotte.
Première Guerre mondiale
Batailles
Front d'Europe de l’Ouest
- Liège (8-1914)
- Namur (8-1914)
- Frontières (8-1914)
- Anvers (9-1914)
- Grande Retraite (9-1914)
- Marne (9-1914)
- Course à la mer (9-1914)
- Yser (10-1914)
- Messines (10-1914)
- Ypres (10-1914)
- Givenchy (12-1914)
- 1re Champagne (12-1914)
- Hartmannswillerkopf (1-1915)
- Neuve-Chapelle (3-1915)
- 2e Ypres (4-1915)
- Colline 60 (4-1915)
- Artois (5-1915)
- Festubert (5-1915)
- Quennevières (6-1915)
- Linge (7-1915)
- 2e Artois (9-1915)
- 2e Champagne (9-1915)
- Loos (9-1915)
- Verdun (2-1916)
- Redoute Hohenzollern (3-1916)
- Hulluch (4-1916)
- 1re Somme (7-1916)
- Fromelles (7-1916)
- Arras (4-1917)
- Vimy (4-1917)
- Chemin des Dames (4-1917)
- 3e Champagne (4-1917)
- 2e Messines (6-1917)
- Passchendaele (7-1917)
- Cote 70 (8-1917)
- 2e Verdun (8-1917)
- Malmaison (10-1917)
- Cambrai (11-1917)
- Bombardements de Paris (1-1918)
- Offensive du Printemps (3-1918)
- Lys (4-1918)
- Aisne (5-1918)
- Bois Belleau (6-1918)
- 2e Marne (7-1918)
- 4e Champagne (7-1918)
- Château-Thierry (7-1918)
- Le Hamel (7-1918)
- Amiens (8-1918)
- Cent-Jours (8-1918)
- 2e Somme (9-1918)
- Bataille de la ligne Hindenburg
- Meuse-Argonne (10-1918)
- Cambrai (10-1918)

Front italien
Front d'Europe de l’Est
Front des Balkans
Front du Moyen-Orient
Front africain
Bataille de l'Atlantique
La bataille du col de la Chipotte, et de Saint-Benoît-la-Chipotte est une des batailles qui se déroulèrent sur la rive gauche de la Meurthe en 1914, dans les massifs situés entre cette dernière et la Mortagne. Le col de la Chipotte étant une position clé sur la route menant vers Charmes, Épinal, les Allemands l'attaquèrent avec une grande détermination, tout en essayant également de contourner l'obstacle.
Avec les autres batailles situées sur cette ligne de la Meurthe (bataille de la Haute Meurthe, bataille de la trouée de Charmes, bataille du Grand-Couronné, les 1re et 2e armées françaises vont arrêter définitivement, de Nancy à Saint-Dié, l'offensive des VIe et VIIe armées, aile gauche de l'armée allemande. Cette victoire, associée à celle de la Marne, verra l'échec du plan d'invasion allemand, et la guerre de mouvement se transformer en guerre de position.

## Remarque
Tous ces combats ont une unité de lieu (la rive gauche de la Meurthe), un objectif unique (empêcher l'ennemi de percer vers l'ouest), et de durée (la dernière semaine d'août et le début de septembre 1914) ; de ce fait elles pourraient être réunies sous une seule appellation : « bataille de la Meurthe - Mortagne ».

## Campagne précédant la bataille
Après une offensive en Alsace et la bataille des frontières et des cols vosgiens, Joffre continue d'appliquer le plan XVII.
Du 15 au 19 août 1914, les 1re et 2e armées françaises entament l'offensive en Lorraine, face aux VIe et VIIe armée allemandes. Le 20 août, devant Morhange, la 2e armée, face à des positions ennemies bien organisées et une artillerie puissante, subit une lourde défaite et doit battre en retraite vers la Meurthe. Sur sa droite la 1re armée doit également se replier en rive gauche de ce même cours d'eau.

## Déroulement

### 25 août
La VIIe armée allemande (général von Heeringen) se trouve face à la 1re armée française, tandis que la VIe armée (Kronprinz Rupprecht de Bavière) fait face à la 2e armée.
Le XVe AK (général von Deimling) fonce sur Raon-L'Étape et Thiaville, tandis que le Ier AK attaque sur Baccarat en direction de Rambervillers, (les trois premiers bourgs sont situés sur la Meurthe). La « bataille des ponts » est acharnée dans toutes ces communes. Dès le matin Raon-L'Étape est incendiée notamment par le 99e IR  qui se livre à d'autres sévices. Les chasseurs des 20e et 21e bataillons de chasseurs à pied défendent les ponts de Raon et de La Neuveville-lès-Raon ; le 17e régiment d'infanterie celui de Thiaville. Les ponts et passerelles de Raon défendus par les chasseurs tiennent. À Thiaville les Allemands réussissant à franchir la Meurthe, à Baccarat également, tentent de déborder par Sainte-Barbe les défenseurs de Raon-L'Étape. Les 20e et 21e bataillons de chasseurs retraitent en combattant par la Haute-Neuveville sur le col de la Chipotte.
La situation est critique. La 1re armée est obligée d'opérer un léger repli de son centre (ligne Hardancourt-Bois d'Anglemont-Saint-Benoît) mais les ordres sont formels : « Tenir ! »
La 13e division d'infanterie venant de Raon-L'Étape occupe le col et les bois environnants, tandis que la 43e division d'infanterie du 21e corps d'armée, ainsi que la 44e division d'infanterie, se replient par les bois qui couvrent les pentes nord-ouest depuis le col jusqu'aux villages de Sainte-Barbe, Ménil-sur-Belvitte, poursuivie par les « 105 » allemands. L'artillerie française ne peut guère agir étant prise à partie par les « 105 » ennemis. 
Les Français creusent rapidement des tranchée peu profondes. Dans ces secteurs très boisés, où la visibilité est très limitée, où les attaques et contre-attaques mélangent les assaillants, l'artillerie de campagne n'est pas d'une grande utilité, en revanche l'artillerie lourde allemande cause des ravages sanglants. Ce sont essentiellement des combats d'infanterie et les affrontements à l'arme blanche sont nombreux. La nuit fait cesser quasiment les combats et chaque adversaire aménage comme il le peut ses positions et recherche, ses blessés ; les morts restant pour la plupart sur le terrain.

### 26 août

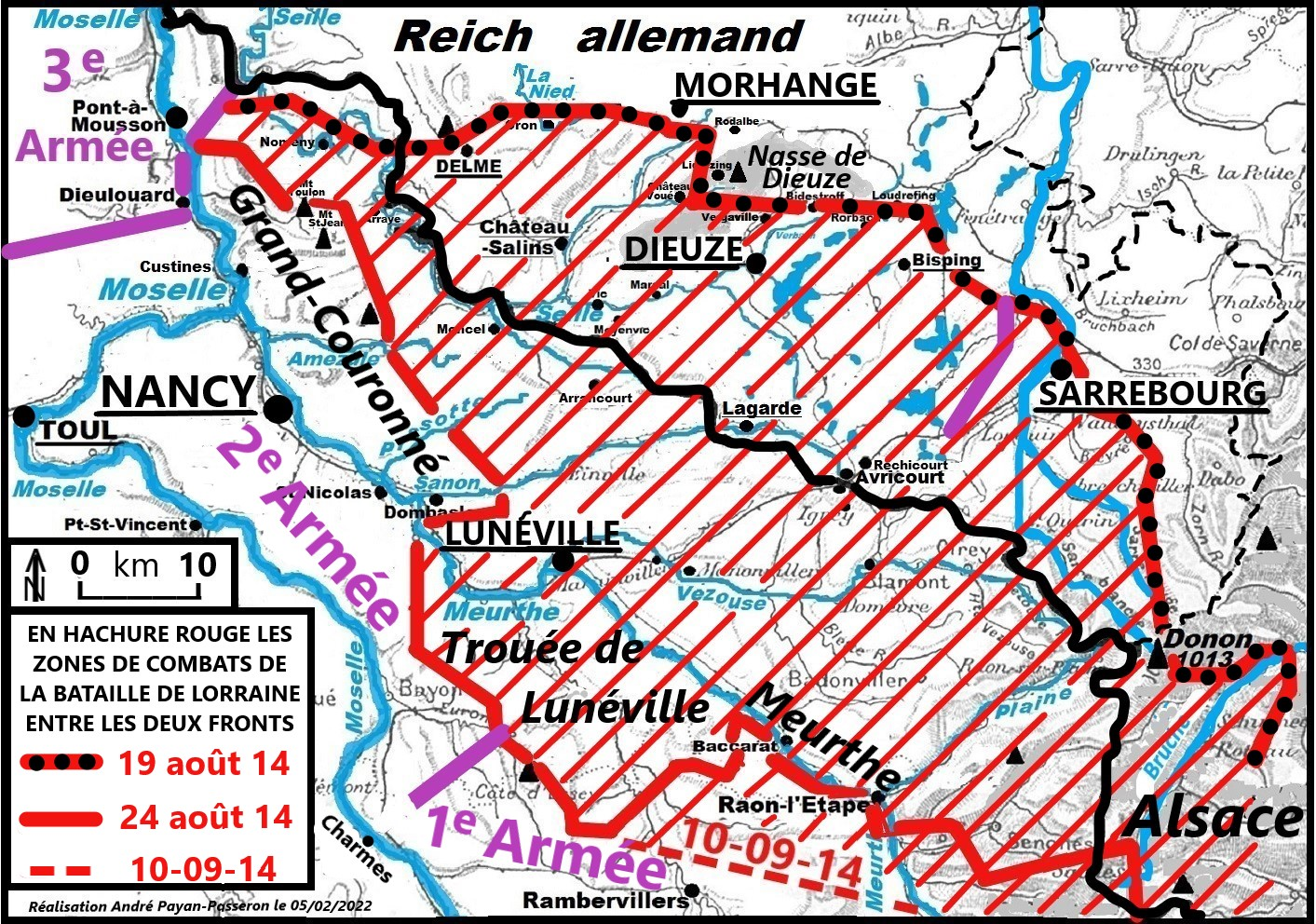
En hachuré rouge les zones de combats en Lorraine du 5 août au 15 septembre 1914.

Les attaques allemandes sur le col, d'une manière générale, sont toujours prononcées par l'ouest, venant de Baccarat, par Thiaville, Nossoncourt, Sainte-Barbe.
Dès cinq heures du matin, les Allemands reprennent l'offensive. Les Français également suivant l'ODJ de Dubail cette journée.
Deux corps bavarois (VIe armée) attaquent de Magnières : 
- en direction de Roville-aux-Chênes tentant de contourner par l'ouest le passage de La Chipotte.
- par Sainte-Barbe en direction du col de la Chipotte, notamment vers la cote 423[7].

Les 20e, 21e bataillons de chasseurs à pied et 21e régiment d'infanterie chargent à la baïonnette et refoulent les assaillants. Les avant-postes du col restent aux mains du 21e corps d'armée. Mais l'artillerie lourde ennemie (105 et 150) cause énormément de pertes dans les positions françaises.

### 27 août
La matinée est assez calme au col de la Chipotte. Saint-Dié tombe, la 27e division d'infanterie qui défend la côte de Repy, doit se replier sur Nompatelize et Saint-Remy. L'ennemi commence à pénétrer le massif forestier du col du Haut Jacques et menace directement la route Saint-Benoît - Rambervillers - Épinal, avec un double but : couper en deux la 1re armée française et s'ouvrir également la route vers la Moselle.
La position clé du col de la Chipotte est donc menacée sur ses arrières.
Les 17e et 109e régiments d'infanterie tiennent fermement leurs positions. Le 21e régiment d'infanterie, les 5e et 6e RIC (2e brigade coloniale) repoussent l'attaque du village. Les charges et contre-charges se succèdent, extrêmement meurtrières. L'ennemi s'empare du col pour en être chassé quelques heures plus tard notamment par le 17e BCP et un bataillon du 6e RIC.
Malgré l'artillerie lourde ennemie qui continue de pilonner tout le secteur, les Français se maintiennent sur la ligne de crête : col de la Chipotte - cote 423. Les pertes sont lourdes de part et d'autre, beaucoup de chefs de sections, de compagnies ont été tués. Les patrouilles rapportent que les sous-bois sont couverts de blessés et de cadavres amis et ennemis mélangés.

### 28 août
Le 13e corps d'armée reprend l'offensive à l'ouest et reprend les positions perdues près de Doncières. Le 21e corps d'armée attaque en direction de Sainte-Barbe et de Raon-L'Étape. 
Saint-Benoît-la-Chipotte est pris, après une violente canonnade de l'artillerie lourde allemande sur le village. La côte de Repy est aux mains allemandes, le col de La Chipotte également, les forces françaises tiennent encore la cote 423, ainsi que le sud du col. Les troupes françaises et allemandes sont épuisées ; elles restent sur leurs positions et se retranchent.
En soirée, l'artillerie lourde continue son travail de bombardement méthodique des positions françaises.

### 29 août
La 6e brigade coloniale reprend le village de Saint-Benoît mais ne peut poursuivre. 
Au col les Allemands semblent piétiner et renoncer à une attaque directe, leurs pertes ont été au moins aussi lourdes que celles des Français. Depuis la veille, ils essaient d'opérer par un mouvement enveloppant, par l'est (attaque sur le village de Saint-Benoît) et l'ouest (par le col du Haut Jacques et d'autres petit cols : la Passée du Renard, le col des Rouges Eaux…), menaçant d'isoler ainsi la position-clé du col de la Chipotte, môle de résistance sur la route d'Épinal.
Les combats en sous-bois se poursuivent tout au long de la journée sans amener de changement notable.

### 30 août
Ce 30 août, depuis les Hautes-Vosges jusqu'à La Chipotte, la 1re armée française marche en avant. Journée décisive. À la Chipotte tous les bataillons de chasseurs à pied des deux divisions du 21e CA, en réserve depuis deux jours, sont montés en ligne depuis la veille au soir. Ceux de la 25e brigade (13e DI) : 17e BCP, 20e et 21e BCP, ainsi que la « brigade bleue » (43e DI) : 1er, 3e, 10e et 31e BCP. Les charges se succèdent. Les pertes sont lourdes mais l'ennemi cède peu à peu.
La 44e division d'infanterie, soutenue par le 13e corps d'armée réussit à se maintenir sur ses positions, en lisière des bois en avant de Saint-Benoît.

### 31 août
Les Allemands n'attaquent plus et se retranchent. Des troupes de réserve remplacent certaines d'actives qui partent également pour la Marne où va se jouer à présent le tournant de la guerre.
Le général Dubail communique aux troupes la note du généralissime Joffre qui « exprime aux 1re et 2e armées sa satisfaction pour l'exemple de courage et d'endurance qu'elles ont donné ».

### 1erseptembre
Sur la demande de Joffre, le général Dubail désigne un corps d'armée, lequel quittant le front de Lorraine doit venir sur le front de la Marne. C'est le 21e CA qui va quitter la 1re armée, à commencer par la 13e division d'infanterie, et, par voie ferrée gagner Wassy. De là, son intervention sera décisive les 8 et 9 septembre, dans la bataille de la Marne.
La division Barbot, la 77e division d'infanterie où l'on compte notamment le 159e régiment d'infanterie alpine du colonel Mordacq, tente un coup de force par l'ouest du col de la Chipotte en direction de la vallée de la Meurthe mais manque d'être tourné par des troupes ennemies arrivant par Saint-Barbe. Repli, défense et maintien au col. Les alpins jouèrent au cours de cette bataille les plus belles actions militaires qu'on pouvait attendre d'une telle unité d'élite.

### 2 septembre
La 44e DI relève le 21e CA et vient occuper ses positions. Les Allemands s'aperçoivent de ce mouvement et en profitent pour attaquer. La 44e DI se replie légèrement vers l'ouest et avec l'aide du 13e CA se maintient.
La 1re armée française, après le prélèvement du 21e CA ne peut plus prendre une attitude offensive, le général Dubail ordonne d'organiser les positions et retranchements. Le terrain est aménagé avec une défense en profondeur.
L'ennemi tente toujours des attaques, surtout par l'ouest du col.

### 3 &4 septembre
Des attaques allemandes sporadiques continuent, gains et pertes de terrain, de chaque côté, se succèdent ne pouvant plus rien apporter de décisif sur ce front, mais causant des pertes parfois importantes.

### 5 &6 septembre
À l'est du col, la 27e DI, se repliant du col et du massif du Haut-Jacques, vers Brouvelieures, l'encerclement du col de la Chipotte est, une fois de plus à craindre. Mais le 6 cette même division reprend l'offensive et repousse les troupes ennemies.
Côté allemand le XVe AK quitte le secteur vosgien pour la bataille de la Marne. Les troupes de réserves remplacent de plus en plus celles d'actives. Peu à peu le front devient plus calme tout au long de la Meurthe, mais les unités allemandes se maintiennent toujours en rive gauche de cette rivière.

### Après le10 septembre
L'ODJ de Joffre à Dubail pour la Ire armée française semble montrer que la bataille défensive est terminée.
Le 11 septembre ordre est donné de « marcher en avant et partout ». Saint-Dié est libérée, le 12 c'est Raon-l'Étape qui est de nouveau française, les troupes françaises suivent les troupes allemandes qui repassent en rive droite de la Meurthe.
L'ennemi ne retraitera pas jusqu'à la frontière et la ligne de front va se stabiliser, depuis le col du Bonhomme jusqu'à Nomény. Pour les secteurs face au col de la Chipotte, cette ligne passe par le Ban-de-Sapt, Senones, Celles-sur-Plaine, le col de la Chapelotte, Badonviller…
Cette ligne de démarcation restera pratiquement la même jusqu'à l'armistice. Des combats s'y dérouleront de temps à autre, et notamment dans les Hautes Vosges, à la Fontenelle, et au col de la Chapelotte.

## Bilan
Les pertes françaises dépassent les 4 000 tués. Les pertes allemandes sont sensiblement supérieures. Au regard des effectifs engagés, et sur une durée d'une dizaine de jours, le nombre des tués est très important, plus de 4 %, et les pertes totales de l'ordre dépassent 16 %[pas clair].

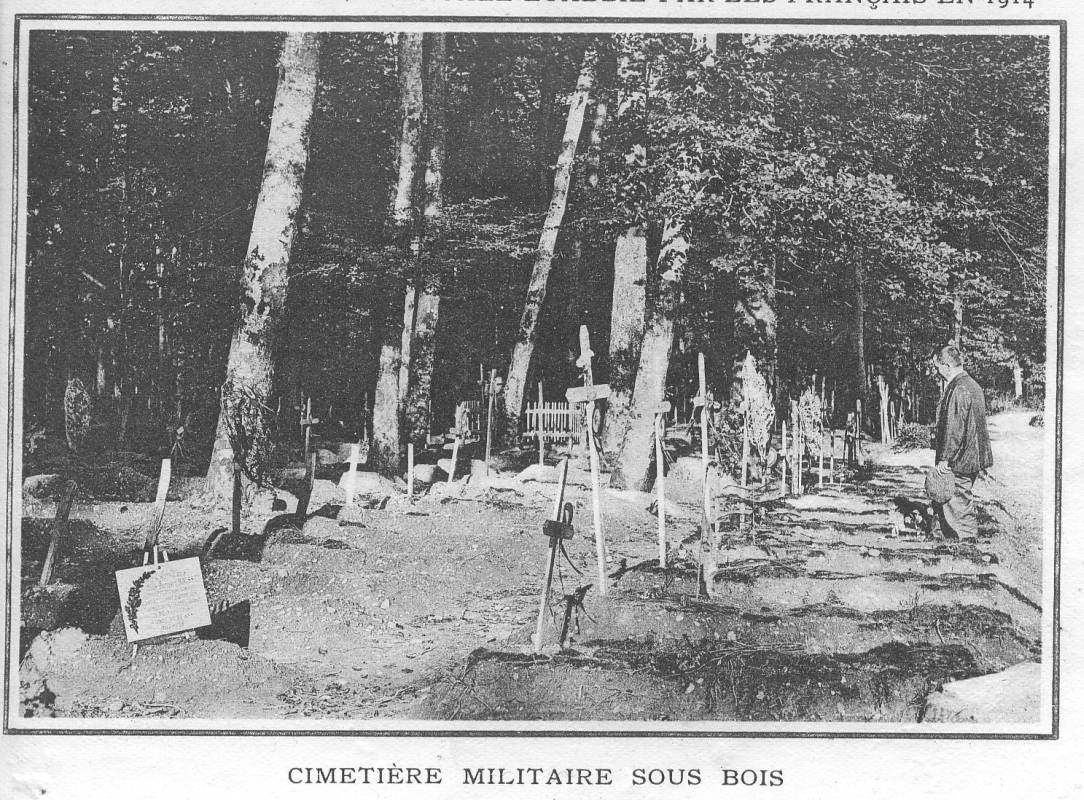
Tombes françaises en 1916
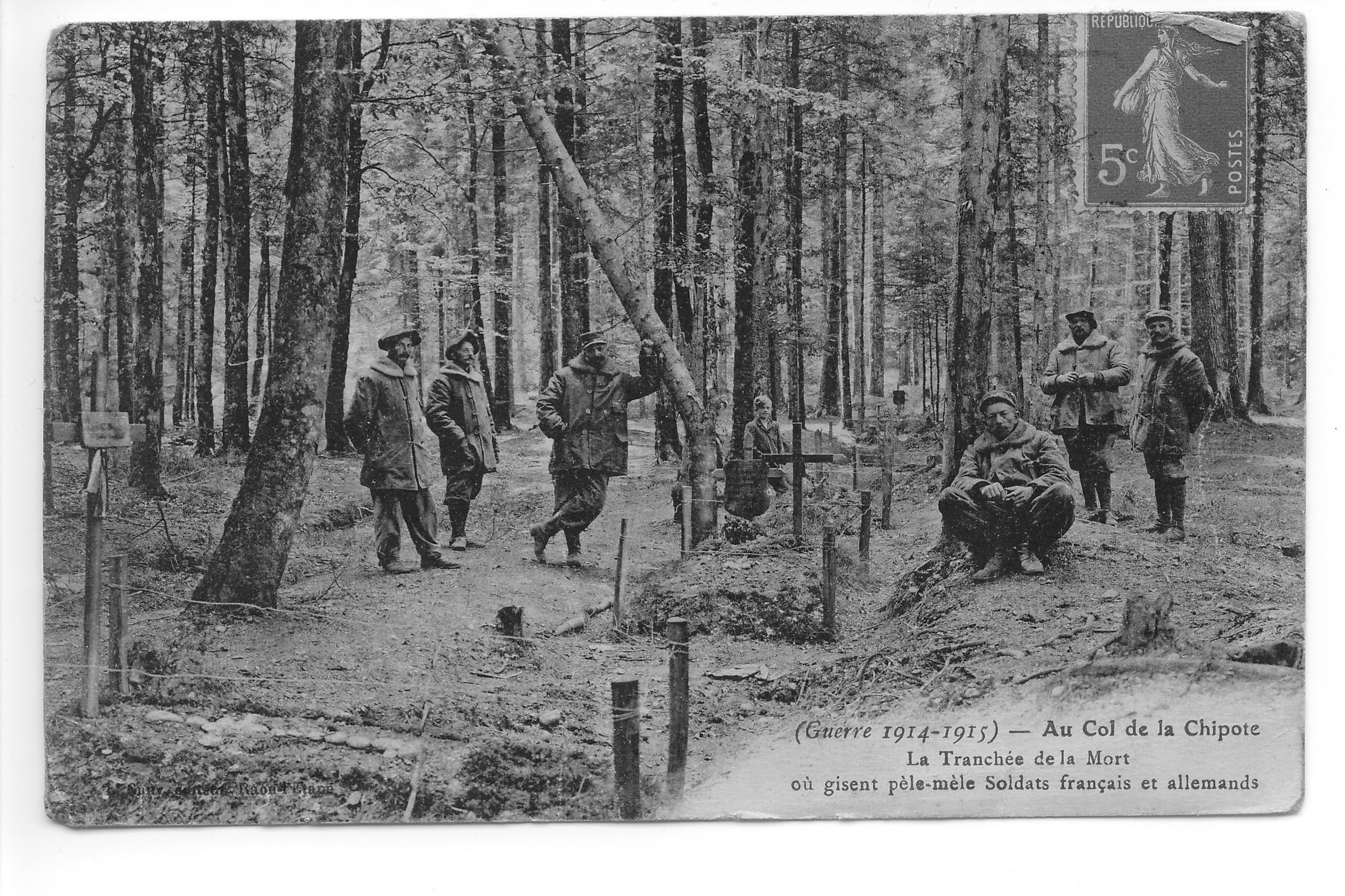
La Chipotte en 1916
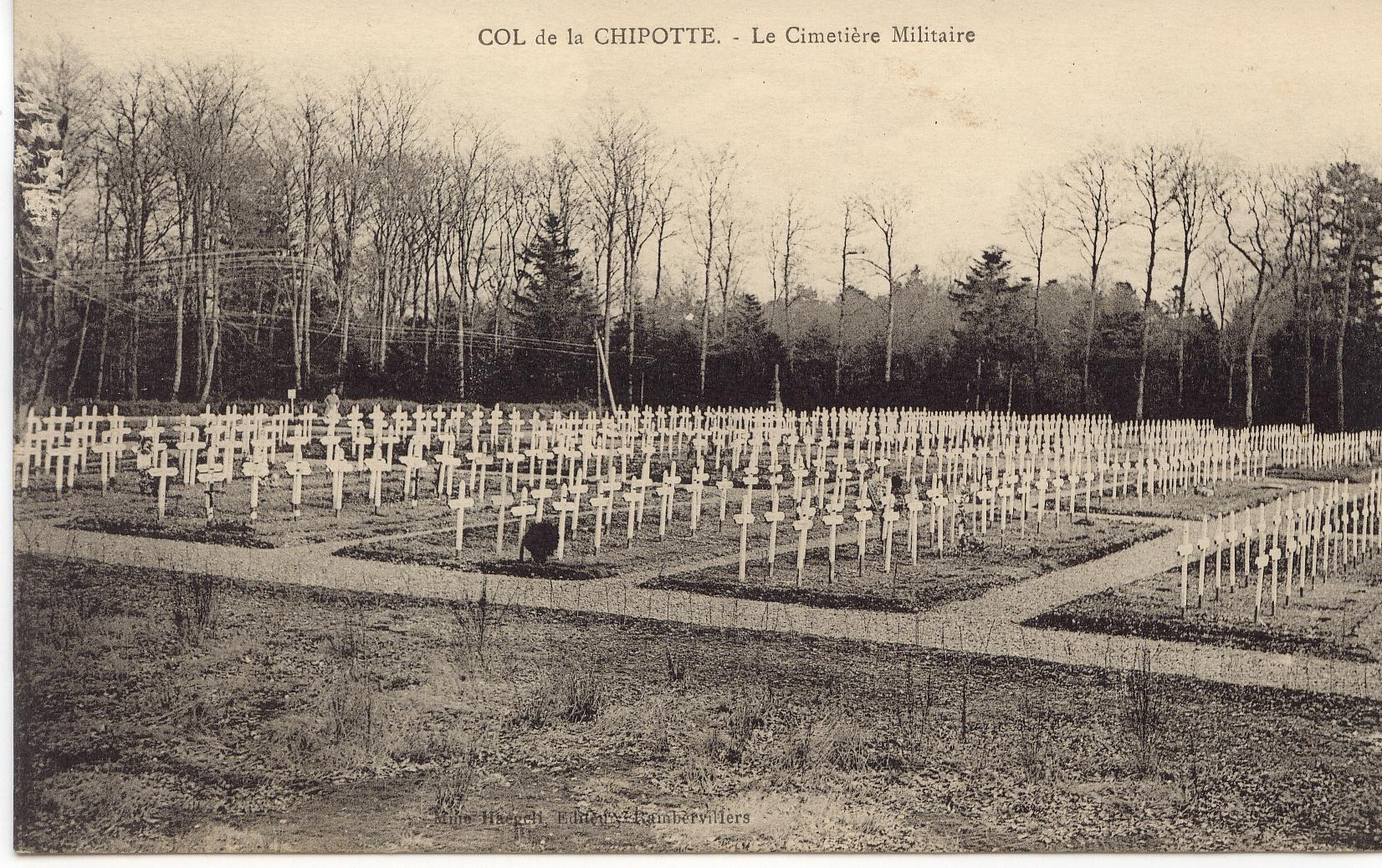
Cimetière de la  Chipotte après 1918